# All the Way to Reno (You're Gonna Be a Star)
Singles de R.E.M.
Imitation of Life
(2001) I'll Take the Rain
(2001)
Pistes de Reveal
I've Been High She Just Wants to Be
All the Way to Reno (You're Gonna Be a Star) est une chanson du groupe de rock alternatif R.E.M., sortie en tant que deuxième single de leur douzième album studio Reveal le 23 juillet 2001.

## Historique et thème
Peter Buck a dit de la chanson qu'elle décrivait quelqu'un qui croit qu'il peut devenir célèbre à Reno (Nevada). Le titre de la chanson pendant que le groupe la travaillait encore était "Jimmy Webb on Mars". Toujours selon Peter Buck, la chanson est « un hommage à un auteur-compositeur que l'on admire tous,. »

## Sortie
Le single n'est pas entré dans le classement aux États-Unis mais a atteint la 24e place dans les UK Singles Chart. 
Les performances live en face B ont été enregistrées au concert South Africa Freedom Day au Trafalgar Square à Londres qui s'est tenu en l'honneur du président sud-africain Nelson Mandela pour célébrer le Jour de la Liberté. L'évènement a marqué le 7e anniversaire de la démocratie en Afrique du Sud. 

## Clip vidéo
Le clip de la chanson a été tourné au collège catholique Bishop Ford Central à Prospect Park à Brooklyn. Il a été réalisé par Michael Moore et filmé par quelques élèves de cette école et des écoles environnantes. 
Dans le clip, Peter Buck et Mike Mills entre dans le bureau du conseiller d'orientation avec leur instrument de musique respectif en main, pour se retrouver finalement avec un balai et une pelle. Bertis Downs joue le rôle d'annonceur pour la radio de l'école et se fait voler son micro par Michael Stipe.

## Liste des pistes
Toutes les chansons sont écrites par Peter Buck, Mike Mills et Michael Stipe sauf indication contraire.

### Royaume-Uni CD
1. All the Way to Reno (You're Gonna Be a Star) - 4:44
2. Yellow River (Christie) - 2:36
3. Imitation of Life (Live) - 3:54[A 1]
4. Imitation of Life (Live) (enhanced video)[A 1]

### Royaume-Uni DVD
1. All the Way to Reno (You're Gonna Be a Star) (video)
2. Yellow River (audio) - 2:36
3. 165 Hillcrest (audio) - 1:34

### Allemagne CD
1. All the Way to Reno (You're Gonna Be a Star) - 4:44
2. 165 Hillcrest - 1:34

Notes
1. 1 2  Enregistré à Trafalgar Square à Londres en Angleterre le 29 avril 2001.

## Charts
| Chart (2001)   | Meilleure position |
| -------------- | ------------------ |
| Charts anglais | 24                 |

## Source
- (en) Cet article est partiellement ou en totalité issu de l’article de Wikipédia en anglais intitulé « All the Way to Reno (You're Gonna Be a Star) » (voir la liste des auteurs).